# Mosedale
Mosedale är en by i civil parish Mungrisdale i grevskapet Cumbria, England. Mosedale var en civil parish 1866–1934 när det uppgick i Mungrisdale. Parish hade 49 invånare år 1931.